# Нова лінія

Нова лінія — мережа гіпермаркетів формату «DIY» (Do It Yourself — «зроби сам»), що складається з 12 гіпермаркетів в 10 областях Була заснована 2001 року. Належить депутатові, колишньому члену Партії регіонів Олександру Герезі та його дружині Галині. Компанія «Епіцентр К», на додачу до мережі «Нова лінія», з 2013 року володіє також і мережею Епіцентр.
В травні 2014-го, після початку тимчасової анексії Криму РФ, власники Нової лінії перееєстрували кримські магазини мережі на юридичну особу в Московській області, після чого вони продовжили роботу на окупованих територіях.

## Про мережу

### Історія
Перший торговельний центр мережі в Києві відкрили брати бізнесмени Олег та Ігор Шандар 2001 року. До того часу торгових центрів формату DIY (Do it yourself — «Зроби Сам») в Україні ще не існувало. Через два роки в число акціонерів залучили інвесткомпанію Dragon Capital та шведський фонд прямих інвестицій East Capital.
2009 року відкрито інтернет-магазин.
2014 — Петро Олександрович Ковтун став гендиректором компанії. 2015 року компанія збільшила прибуток у 9 разів порівняно з 2014 роком — до 231,46 млн грн., чистий дохід виріс на 12,9 % і склав 3,29 млрд грн.[джерело?]
2018 стало відомо, що Олександр та Галина Гереги продовжили вести бізнес в тимчасово окупованому Криму, відкривши для цього компанію в Московській області й переоформивши магазини Нова лінія з новою назвою «Новацентр». Олександр запевняв, що це неправда, пояснюючи, що його компанія вирішила не продавати приміщення, де розташовано магазини.

### Відкриття магазинів
- червень 2001 — Київ (Харківське шосе)
- жовтень 2004 — Київ (Троєщина)
- липень 2005 — Київ (Одеське шосе)
- жовтень 2006 — Львів
- грудень 2006 — Дніпро
- березень 2007 — Бориспіль
- травень 2007 — Одеса
- вересень 2007 — Сімферополь
- грудень 2007 — Луцьк
- лютий 2008 — Запоріжжя
- жовтень 2008 — Ужгород
- листопад 2008 — двоповерховий гіпермаркет у Харкові
- грудень 2008 — Кременчук
- серпень 2009 — Херсон
- лютий 2010 — на Сапун-горі в Севастополі відкрито перший і єдиний місцевий магазин[5]
- березень 2010 року — відкрито гіпермаркет у Бучі
- вересень 2010 року в Одесі відкрився другий гіпермаркет на Новомиколаївській дорозі.

У жовтні 2013 року мережу було куплено компанією «Епіцентр К», якій належить також мережа гіпермаркетів «Епіцентр».
У рамках всеукраїнської акції «Бойкот бізнесу Партії регіонів» активісти бойкотували гіпермаркети мережі. Зокрема, вони пікетували гіпермаркети мережі у Львові, Луцьку та інших містах.

### Асортимент
Загальна площа торгових центрів становить близько 250,000 м², магазини пропонують товари для капітального будівництва — від цегли, брусу, металопрокату до покрівельних та ізоляційних матеріалів:
- декоративний напрямок: шпалери, покриття для підлоги, текстиль, світильники, сантехніка, двері, килими тощо.
- товари для саду та городу: інвентар, рослини, допоміжні матеріали, садові меблі, печі, сауни тощо.

## Гіпермаркети
- Київ, вул. Оноре де Бальзака, 65/1
- Київська обл., смт Чабани, Одеське шосе, 8
- Дніпро, вул. Стартова, 9-А
- Запоріжжя, Нікопольське шосе, 1-Е
- Луцьк, вул. Шевченка, 13-Б
- Львів, вул. Щирецька, 7
- Одеса, Київське шосе, 8/2
- Одеса, Новомиколаївська дорога, 3 км (дорога на Миколаїв)
- Кременчук, вул. Київська, 66-Г
- Ужгород, вул. Баб'яка, 48
- Харків, пр. Гагаріна, 318-В
- Херсон, вул. Нафтовиків, 37 (Закрито)
- Севастополь, Сапун-гора («Новацентр»)[3]